# Episodi di The Tomorrow People (quinta stagione)
La quinta stagione di The Tomorrow People è andata in onda nel Regno Unito sul canale ITV dal 28 febbraio al 4 aprile 1977.
In Italia la serie è inedita.
| nº | Titolo originale                        | Titolo italiano | Prima TV USA     | Prima TV Italia |
| -- | --------------------------------------- | --------------- | ---------------- | --------------- |
| 1  | The Dirtiest Business: A Spy Is Born    |                 | 28 febbraio 1977 | Inedito         |
| 2  | The Dirtiest Business: A Spy Dies...    |                 | 7 marzo 1977     | Inedito         |
| 3  | A Much Needed Holiday: Spilled Porridge |                 | 14 marzo 1977    | Inedito         |
| 4  | A Much Needed Holiday: Just Desserts    |                 | 21 marzo 1977    | Inedito         |
| 5  | The Heart of Sogguth: Beat the Drum     |                 | 28 marzo 1977    | Inedito         |
| 6  | The Heart of Sogguth: Devil in Disguise |                 | 4 aprile 1977    | Inedito         |